# Борковиці (гміна)
Гміна Борковіце (пол. Gmina Borkowice) — сільська гміна у центральній Польщі. Належить до Пшисуського повіту Мазовецького воєводства.
Станом на 31 грудня 2011 у гміні проживало 4539 осіб.

## Площа
Згідно з даними за 2007 рік площа гміни становила 86.06 км², у тому числі:
- орні землі: 57.00%
- ліси: 37.00%

Таким чином, площа гміни становить 10.75% площі повіту.

## Населення
Станом на 31 грудня 2011:
| Опис     | Загалом | Загалом | Чоловіки | Чоловіки | Жінки | Жінки |
| -------- | ------- | ------- | -------- | -------- | ----- | ----- |
| одиниця  | осіб    | %       | осіб     | %        | осіб  | %     |
| все      | 4539    | 100     | 2262     | 49.83    | 2277  | 50.17 |
| міське   | 0       | 100     | 0        |          | 0     |       |
| сільське | 4539    | 100     | 2262     | 49.83    | 2277  | 50.17 |

## Сільські округи
1. Боленцін
2. Борковиці
3. Бризгув
4. Коханув
5. Нінкув
6. Ніска-Яблоніца
7. Політув
8. Радестув
9. Рудно
10. Русінув
11. Рушковиці
12. Жуцув
13. Смагув
14. Воля-Курашова
15. Вимислув
16. Здонкув

## Сусідні гміни
Гміна Борковіце межує з такими гмінами: Венява, Пшисуха, Хлевіська.